# Gerda
Gerda (Gerd) – w mitologii nordyckiej piękna córka olbrzyma Gymira, która została żoną Frejra.
Początkowo nie chciała oddać mu swej ręki ani za dające nieśmiertelność złote jabłka, ani pod groźbą odcięcia głowy. Uległa, dopiero gdy wysłannik Frejra Skirnir zagroził jej żądzą, której nic nie byłoby w stanie zaspokoić, głodem, którego nic nie mogłoby nasycić, i uwięzieniem u bram piekła.
Według innej wersji podziałała groźba, że Skirnir wytnie przeciwko niej magiczne znaki na drewnianych prętach (tj. runy), które zniszczy, kiedy tylko zechce.
W końcu pokochała swego męża i urodziła mu syna Fiolnira.
Ceną, jaką musiał Frejr zapłacić Skirnirowi za pomoc w zdobyciu Gerdy, był jego własny miecz. Oddając go, Frejr tym samym pozbawił się broni, potrzebnej mu w dniu Ragnarok.